# Liber notarum
Liber notarum (dt.: Notizbuch) ist der Titel der Aufzeichnungen, die der päpstliche Zeremonienmeister Johannes Burckard während seiner Zeit an der Kurie in Rom in den Jahren 1483 bis 1506 angefertigt hat. Historische Bedeutung kommt diesem Werk vor allem deshalb zu, weil es eine zeitgenössische Quelle zu zahlreichen Vorgängen am Hof der Päpste Innozenz VIII., Alexander VI., Pius III. und Julius II. darstellt.

## Das Werk und seine historische Bedeutung
Johann Burckard stellt seinen Aufzeichnungen Folgendes voran:
Verfaßt von Johannes Burckard aus Straßburg, Protonotar des Heiligen Stuhls, Kleriker der päpstlichen Kapelle und Zeremonienmeister, zu allen mit Zeremonien zusammenhängenden Geschehnissen und zu einigen anderen, die darüber hinaus gehen.
In aller Ausführlichkeit beschreibt Burckard darin zunächst den Ablauf kirchlicher Zeremonien – denn zu seinen Aufgaben als Zeremonienmeister des Papstes gehörte, dass die liturgischen Bestimmungen eingehalten wurden. Er hielt darin fest, welche Gebete, Gesänge oder Riten bei welchen Gelegenheiten praktiziert wurden. Ebenso oblag ihm auch die Regelung aller protokollarischen Fragen, etwa beim Empfang von Gesandtschaften bei Papst oder Kurie.
Beiden Bereichen – der Liturgie wie dem diplomatischen Protokoll – kam in den Zeiten der Renaissance ein wesentlich höherer Stellenwert bei, da die Päpste nicht nur Führer der Kirche, sondern auch Territorialfürsten eines eigenen Staates waren.
Die historische Bedeutung von Burckards Werk beschränkt sich allerdings nicht auf die detaillierte Schilderung der Liturgie oder protokollarischer Gepflogenheiten, da er Gespräche mit seinem Dienstherren, dem Papst, ebenso festhielt wie alle Ereignisse im Umfeld der Kurie.
Er pflegte Kontakt mit Kardinälen und Gesandten, verzeichnet aber ebenso in Rom kursierende Gerüchte und Geschichten über Orgien, Ausschweifungen, Mord und Verschwörungen.
Damit hilft er, ein lebendiges Bild einer Renaissancestadt zu zeichnen, die sich – obwohl in religiöser Hinsicht caput mundi („Haupt der Welt“) und damit Dreh- und Angelpunkt der europäischen Politik – einer gewissen Leichtlebigkeit und Frivolität wie auch unverblümt zur Schau gestellter Prunksucht der geistlichen Fürsten nicht enthielt.
So haben Burckards Notizen dazu beigetragen, beispielsweise den Ruf Alexander VI. als eines ausschweifenden Renaissancefürsten nachhaltig zu prägen. Vor allem auf seine Darstellung des sogenannten Kastanienbanketts am Abend des 31. Oktober 1501 in den Gemächern Cesare Borgias im päpstlichen Palast wird gern zurückgegriffen.

## Zweifel an der Authentizität und Echtheit
Doch sind Burckards diesbezügliche Berichte mit Vorsicht zu genießen. Obwohl päpstlicher Zeremonienmeister, hatte er doch noch nicht zu allen Veranstaltungen, Festen und natürlich den Orgien Zutritt. Was Burckard nicht selbst erlebt hat, lässt er sich von Gewährsleuten berichten, und so berichtet er oft aus zweiter, manchmal sogar dritter Hand. Geben die Berichte über die Gespräche mit den Päpsten ein bezeichnendes Bild der jeweiligen Stimmungslagen und Launen der verschiedenen Pontifices wieder, so sind seine Schilderungen diverser Ausschweifungen in den vatikanischen Gemächern zweifellos durch die lebhafte Phantasie des Schreibers (und seiner Gewährsleute) mitgeprägt worden.
Wie der Historiker Volker Reinhardt festhält, taugt Burckard nur bedingt als Beleg für die zahllosen Verfehlungen der Päpste:
„Zum Kronzeugen für Orgien im Papstpalast sollte man Burckard daher nicht machen. Man tut ihm kaum unrecht, wenn man ihm unterstellt, daß er gerne dabei gewesen wäre, sich in Ermangelung einer Einladung aber mit seiner Phantasie behilft. Doch das alles mindert den Aussagewert seines Notizbuchs nicht entscheidend. Glaubwürdig ist es vor allem dann, wenn es unscheinbare Begebenheiten festhält, ohne daraus weitreichende Schlußfolgerungen zu ziehen.“
Die Echtheit des Gesamtwerkes wurde zuerst von de Roo, später u. a. von Monaldi & Sorti angezweifelt. Die Begründung dafür ist das Fehlen jeglicher handschriftlicher Originaltexte und die kollageartige Zusammensetzung der verschiedenen Texte, die ein späteres Einfügen von fremden Texten zur Denunziation des Borgia-Papstes nahelegen. Außerdem bringt Burckard eine aus dem Decamerone des Giovanni Boccaccio übernommene Geschichte. Allerdings existiert Burckards Autograph des Liber notarum teilweise doch noch, wenn auch nur für den Zeitraum von August 1503 bis Mai 1506.